# جيما دافيسون
جيما دافيسون (بالإنجليزية: Gemma Davison) (17 أبريل 1987 في المملكة المتحدة - ) هي لاعبة كرة قدم بريطانية في مركز جناح ‏. شاركت مع منتخب إنجلترا لكرة القدم للسيدات. أما مع النوادي، فقد لعبت مع سكاي بلو ونادي أرسنال للسيدات ونادي ليفربول لكرة القدم للسيدات ووسترن نيويورك فلاش ونادي تشيلسي لكرة القدم للسيدات وChicago Red Eleven ‏ وNew York Magic ‏.

## وصلات خارجية
- جيما دافيسون على موقع الاتحاد الأوربي (الإنجليزية)
- جيما دافيسون على موقع قاعدة بيانات كرة القدم.إي يو (الإنجليزية)
- جيما دافيسون على موقع Soccerway.com (الإنجليزية)
- جيما دافيسون على موقع عالم كرة القدم.نت (الإنجليزية)